# Giuseppe Regaldi
Giuseppe Regaldi, född den 18 november 1809 i Novara, död den 14 februari 1883 i Bologna, var en italiensk skald.
Regaldi uppträdde efter 1833 som improvisatör och skördade stort bifall, företog 1849–1853 en resa i Orienten och blev 1866 professor i historia vid Bolognas universitet. Regaldi ägde en rik lyrisk ådra och mycken retorisk lyftning. Hans dikter rör sig kring de nationella idéerna och önskemålen. Här kan nämnas Poesie estemporanee e pensate (1839), Canti nazionali (2 band, 1841) och Poesie scelte (1874 och 1894) samt uppsatserna Storia e letteratura (1879).